# Oracle NoSQL Database
Oracle NoSQL Database е класифицираща се от типа ключ-стойност база данни. Тя е проектирана, за да осигури много надеждно място за съхранение на данни, което работи с определено количество конфигурирани системи, които функционират като отделни възли за съхранение на данни.
Информацията се съхранява по двойки ключ-стойност, които се записват на отделни възли за съхранение, според хешираната стойност на основния ключ. На възлите се правят точни копия, за да се осигури бързо достъпване и обновявано в случай на срив във възела. Клиентските приложения биват написани, като се използва лесен за употреба Java/C приложно-програмен интерфейс, за да се записва и чете информацията.
Oracle NoSQL Driver се свързва с клиентското приложение, осигурявайки достъп до информацията в конкретния възел с информация, според поискания ключ.